# نقد دین

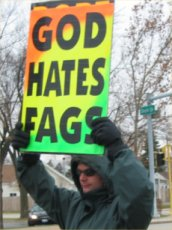
یک فرد روی پلاکارد نوشته‌است: «خدا از همجنسبازان متنفر است.» (fag معادل توهین آمیز از کلمه همجنسگرا است)

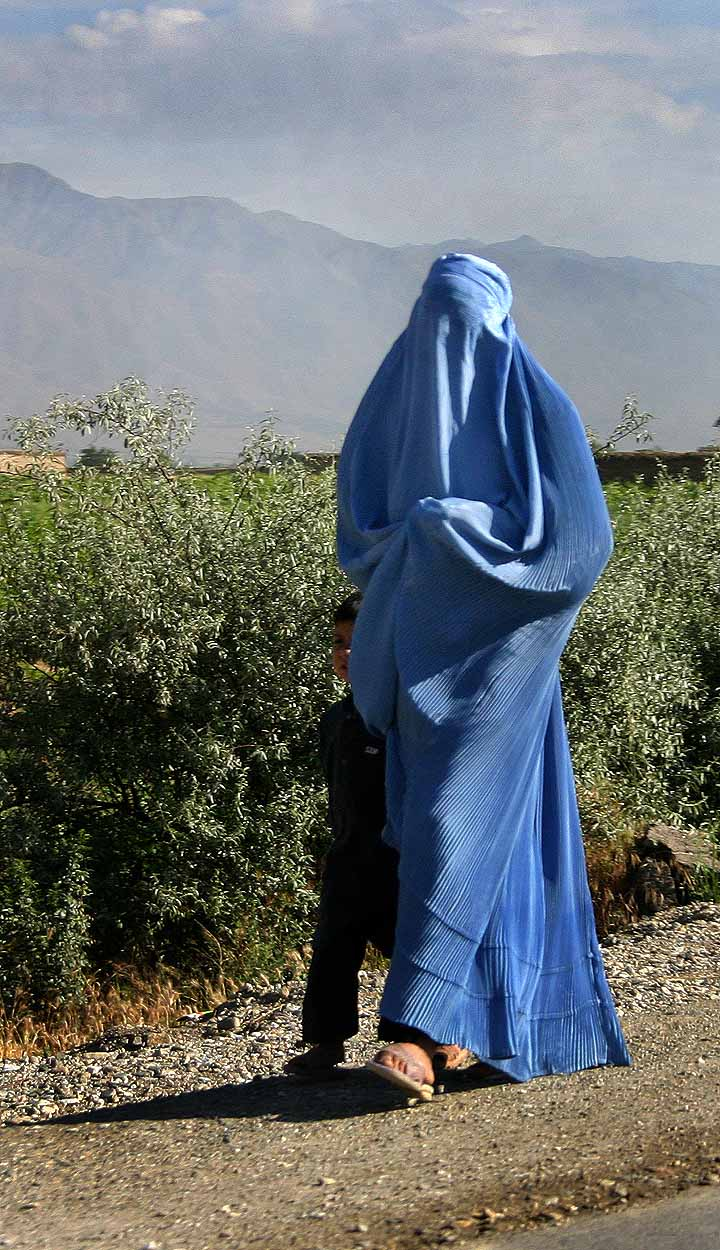
یک بانوی افغانستانی

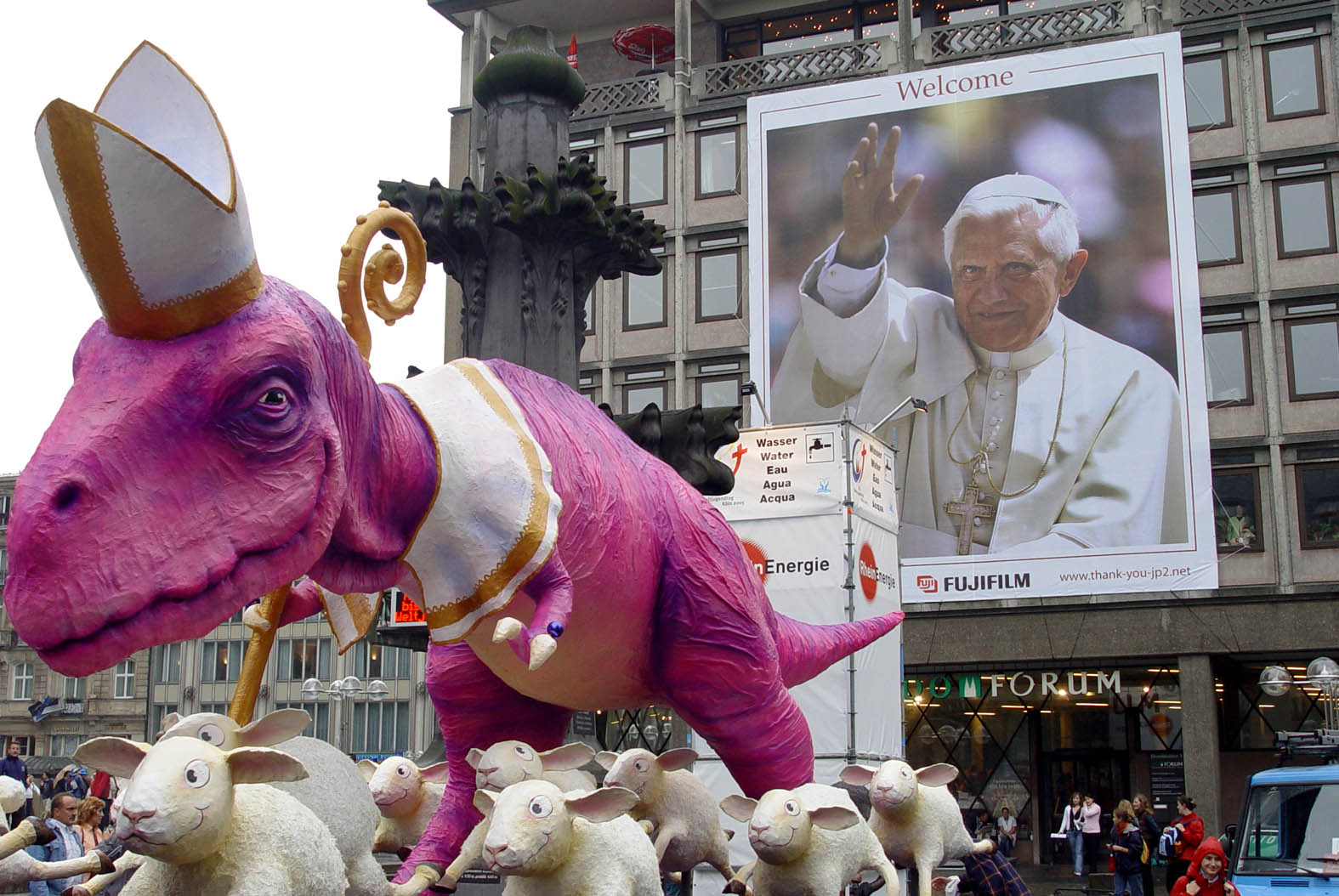
در اعتراض به کلیسای کاتولیک، پاپ و پیروانش به شکل دایناسور و گوسفند به نمایش درآمده‌اند.

نقد دین، انتقاد از مفاهیم، آموزه‌ها، اعمال و درستی دین و همچنین در راستایی جدایی دین از سیاست و محکومت تمامیت‌خواهی دینی و عقیدتی می‌باشد.
نقد دین، تاریخ دیرینه‌ای دارد و دست‌کم، به قرن ۵ پیش از میلاد در یونان باستان با دیاگوراس «بی‌خدای» ملوس، و قرن ۱ پیش از میلاد در رم باستان با De rerum natura نوشته تیتوس لوکرتیوس کاروس برمی‌گردد و تا بی‌خدایی نو و با نویسندگانی همچون: سم هریس، دنیل دنت، ریچارد داوکینز، ویکتور استنجر و کریستوفر هیچنز ادامه دارد؛ یا به شکل متفاوت، منتقدان ادبی چون هارولد بلوم که آن را نه ندانم گرایی یا بی خدایی بلکه به عنوان تبادل نظر دینی و سکولاریسم می‌دانست؛ می‌توان اشاره کرد. نقد دین شامل موضوع‌های گسترده‌ای مانند تعاریف و مفاهیم گوناگونی در زبان‌ها و فرهنگ‌های مختلف است؛ و رده‌های متنوعی از دین، همچون: یکتاپرستی، چندخدایی، همه‌خدایی و انواع مختلف ادیان (مانند: یهودیت، مسیحیت، اسلام، تائوئیسم، بودیسم و…) را شامل می‌شود و همیشه معلوم نیست که نقد به کدام جریان، اشاره دارد و تا چه میزان به ادیان دیگر، قابل تعمیم است. نقد دین در مواردی همچون: «ممانعت برای پیشرفت علم، منبع اعمال و رسوم غیراخلاقی و مضر و ابزاری سیاسی برای کنترل اجتماع» وارد است.

## نقد مفاهیم دینی
برخی انتقادات به ادیان توحیدی:
- بعضی اوقات باورهای این ادیان با دانش تناقض دارد.
- انجام بعضی رفتارهای غیر عقلانی. (مانند ممنوعیت پوشیدن پوشاکی که در آن از چندین جنس یا گونه الیاف استفاده شده در عهد عتیق یا همچنین تنبیه کودکانی که پدر و مادر گنهکار دارند)
- تضاد درونی در وحی‌ها (یعنی اختلاف سخنان در کتاب مقدس میان چهار انجیل عهد جدید)[۳]

### عدم پیوستگی
با نگرش به چگونگی پیدایش و افول ادیان و اعتقادهای گوناگون شاهد فراموش شدن ادیان زیادی بودیم مانند: شبتای زوی، اساطیر اسکاندیناوی، اساطیر یونانی و اساطیر روم که برهانی بر عدم امتداد خط و مش ابدی ادیان است و به خاطر شرایط خاص اجتماعی، سیاسی و فرهنگی هر دوره تاریخی دارای پیروان خاص خود بودند.

## توضیحِ منشأ غیرالهیِ ادیان

### ساخته اجتماع
دنیل دنت و سم هریس می‌گویند که ادیان خداباور و متون مقدسات الهی نیستند، بلکه توسط انسان ساخته شده‌اند تا نیازهای اجتماعی، زیستی و سیاسیِ بشر را برآورده کنند. این گونه انتقادات، دین را به عنوان یک ساختار اجتماعی و در نتیجه فقط یک ایدئولوژی انسانی در نظر می‌گیرند.

### دین، روایتی برای راحتی و معنی‌بخشی
دیوید هیوم استدلال کرد که دین به عنوان منبع آسایش در مواجهه با ناملایمات، توسعه یافته‌است، نه به عنوان یک مبارزه‌یِ صادقانه برای کشفِ حقیقتِ قابلِ تأیید است. از این رو، دین شکلی غیر پیچیده از استدلال است.
دنیل دنت استدلال کرده‌است که به استثنای گرایش‌های نوین‌ترِ دینی مانند واقع‌گرایی، مورمونیسم، ساینتولوژی و بهائیت، اکثر ادیان در زمانی تدوین شده‌اند که منشأ حیات، عملکرد بدن و ماهیت ستارگان و سیارات به خوبی درک نشده بودند. ادیان به منظور ایجاد آرامش و احساس ارتباط با نیروهای بزرگتر ایجاد شدند. بدین ترتیب، آنها ممکن است چندین کارکرد مهم در جوامع باستانی داشته باشند؛ مثلاً ادیان در دیدگاه‌های بسیاری دربارهٔ خورشیدگرفتگی و ماه‌گرفتگی و ظهور دنباله‌دارها (و مثال‌های اینچنینیِ اخترشاناسانه)به تبیینِ دینیِ این پدیده‌ها پرداخته‌اند. با توجه به درک کنونی جهان فیزیکی، جایی که دانش بشری به‌طور چشمگیری افزایش یافته‌است، ریچارد داوکینز و فیلسوف خداناباور فرانسوی میشل اونفری ادعا می‌کنند که ادامه حفظ این سیستم‌های اعتقادی غیرمنطقی است و دیگر مفید نیست.

### افیون توده
کارل مارکس می‌گوید:
رنج مذهبی، در عین حالی که بیان رنج واقعی است، اعتراض به رنج واقعی نیز هست. دین، آهِ مخلوقِ مظلوم و قلب دنیایِ بی‌دل و جانِ حالاتِ بی‌روح است. این (دین) افیونِ توده‌ها است.

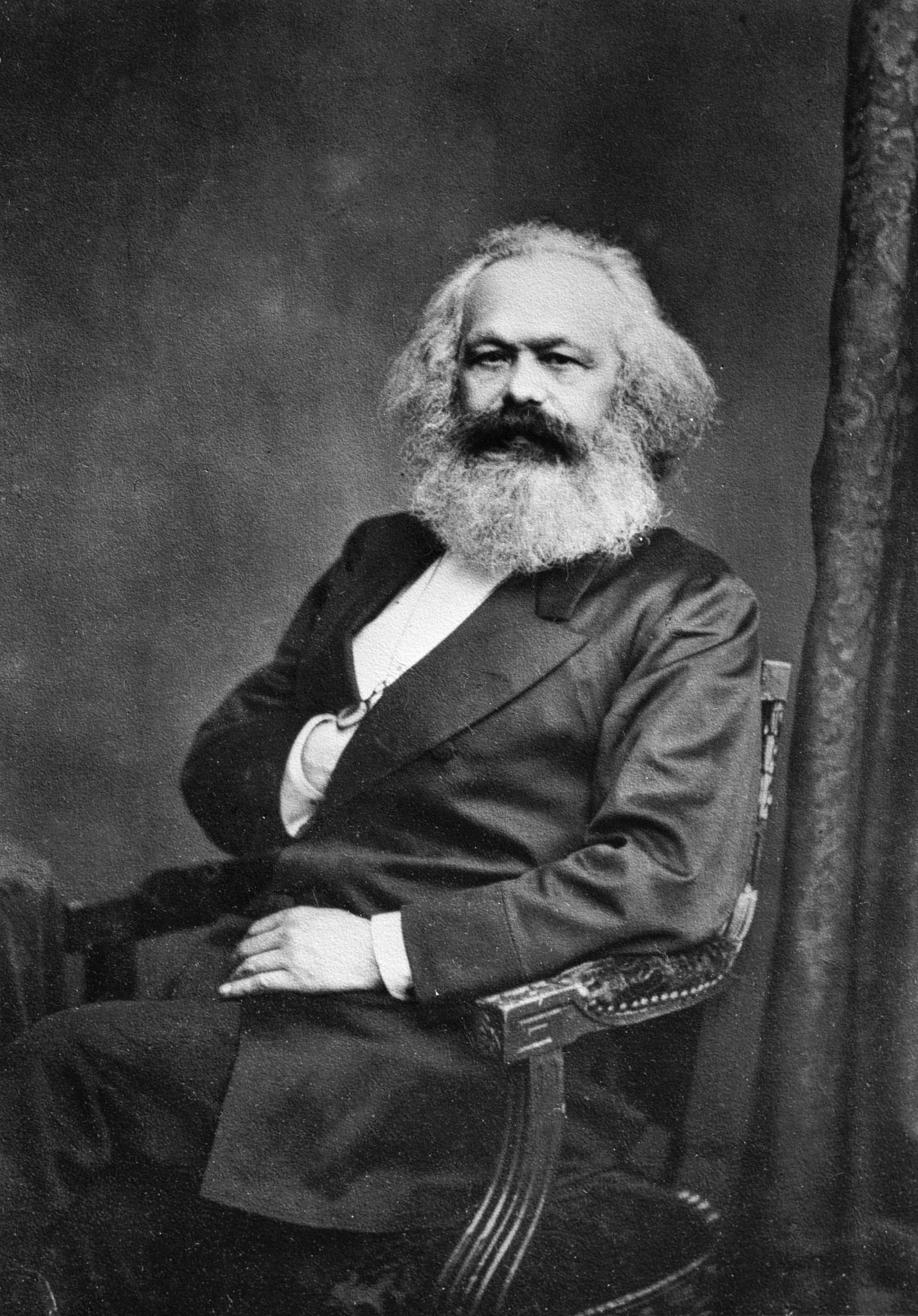
کارل مارکس

به گفته کارل مارکس، پدر «سوسیالیسم علمی»، دین، ابزاری است که توسط طبقه حاکم استفاده می‌شود که به موجب آن، مردم می‌توانند رنج خود را از طریق اعمالِ احساسیِ مذهبی، تسکین دهند. تقویتِ اندیشه‌ای که می‌گوید رنج‌های دنیویِ مردم، سعادتِ اخروی خواهد داشت، به نفع حاکمان است؛ بنابراین، تا زمانی که مردم به دین اعتقاد دارند، تلاشی واقعی برای درک و غلبه بر منبع واقعی رنج خود که به عقیده مارکس، نظام اقتصادی سرمایه‌داری آنها است، نخواهند. در این منظر، مارکس دین را به عنوان گریز از رنج تلقی کرد.

### ویروس مغز

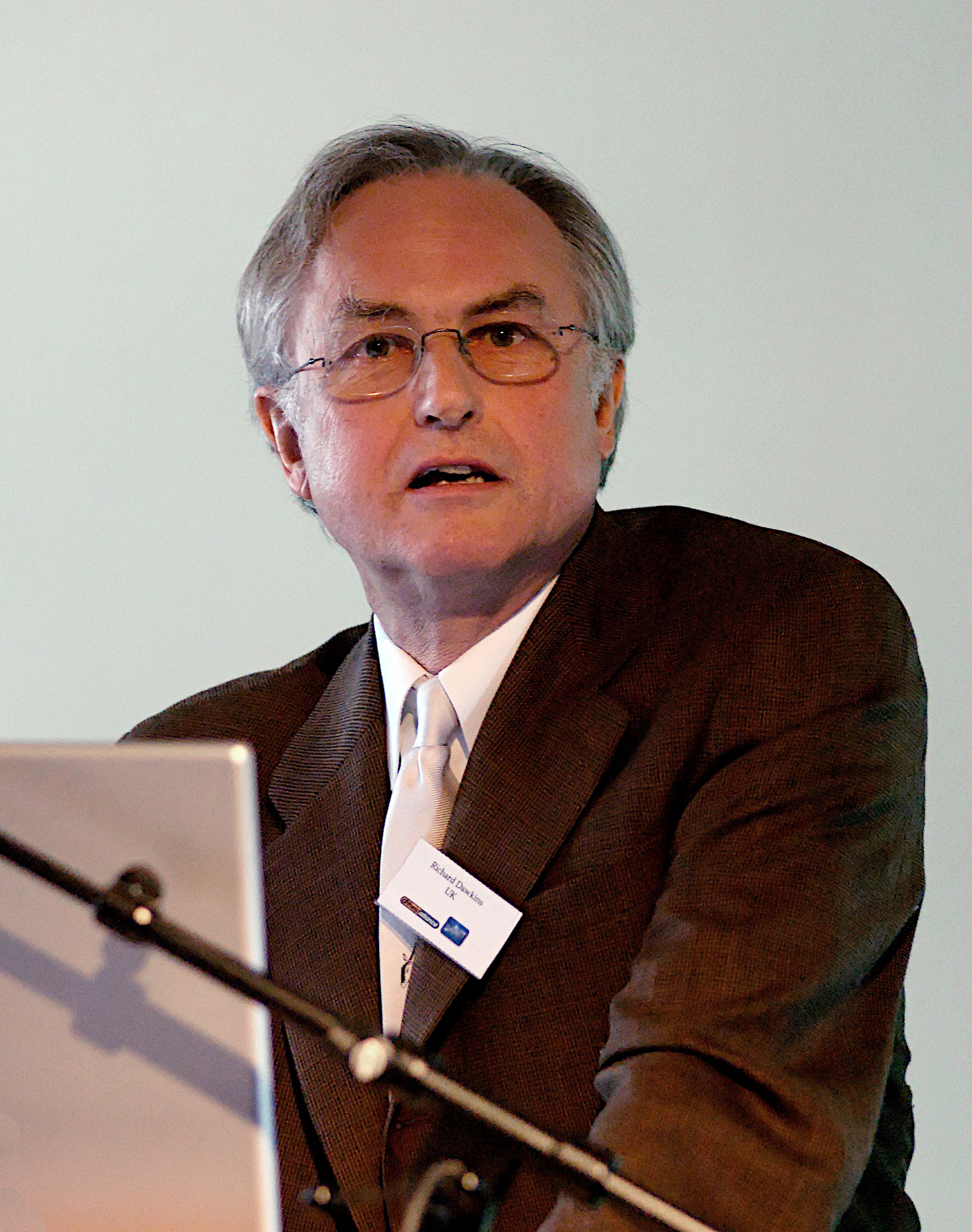
ریچارد داوکینز، نویسنده‌یِ توهم خدا

ریچارد داوکینز در کتاب «ژن خودخواه» در سال ۱۹۷۶، اصطلاح «مِم» را برای توصیف واحدهای اطلاعاتی‌ای که مانند ژن‌ها که می‌توانند از نظر فرهنگی منتقل شوند، ابداع کرد. او بعدها از این مفهوم در مقاله «ویروس‌های ذهن» برای تبیینِ تداومِ اندیشه‌هایِ دینی در فرهنگِ بشری استفاده کرد.

### هذیان و بیماری روانی
بقیه، امثال سم هریس، دین را با بیماری روانی مقایسه می‌کنند، و می‌گویند دین «اجازه می‌دهد موجودات انسان در غیر این صورت عادی، قادر باشند میوه‌های ثمره‌های دیوانگی را برداشت کنند و آن‌ها را مقدس بشمارند.»
همچنین مطالعات روان‌شناسی ای روی پدیده عرفان، و پیوندهای بین جنبه‌های آشفته‌کننده تجربیات عرفانی خاص و ارتباط‌هایشان با آزارهای دوران کودکی وجود دارد.

### مرحله نابالغ پیشرفت اجماعی

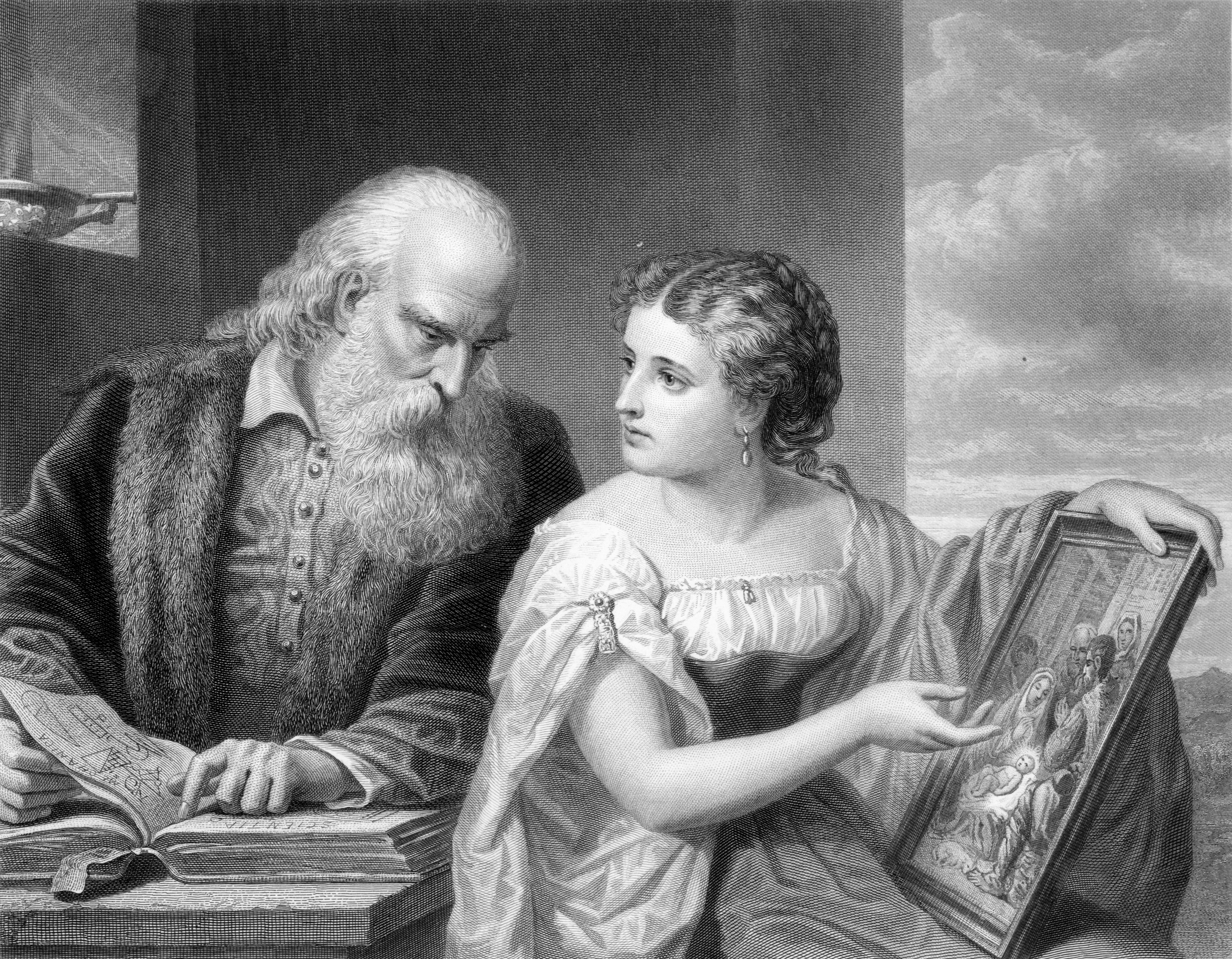
فلسفه و هنر مسیحی از دنیل هنتینگتون

آگوست کنت معتقد است که بسیاری از ساختارهای اجتماعی از سه مرحله عبور می‌کنند و دین با دو مرحله اولیه یا ابتدایی‌تر مطابقت دارد و می‌گوید:
از مطالعه رشد هوش انسانی، در همه جهات، و در همه زمان‌ها، یک قانون بنیادی و بزرگ کشف خواهد شد که لزوماً ذهنی است و دارای پایه‌ای محکم برای اثبات است؛ هم در حقیقت پیدایشِ ما و هم در تجاربِ تاریخی ما. قانون این است: هر یک از مفاهیم پیشرو و هر شاخه دانش ما به‌طور متوالی از سه شرایط نظریِ مختلف عبور می‌کند: کلامی یا ساختگی؛ متافیزیکی یا انتزاعی؛ و علمی یا اثباتی.»

## آسیب‌های فردی

### شست‌وشوی مغزی کودکان
کودکان از روزی که به دنیا می‌آیند با پدیده‌ای به نام دین روبه رو می‌شوند.

### مراقبت ناکافی پزشکی

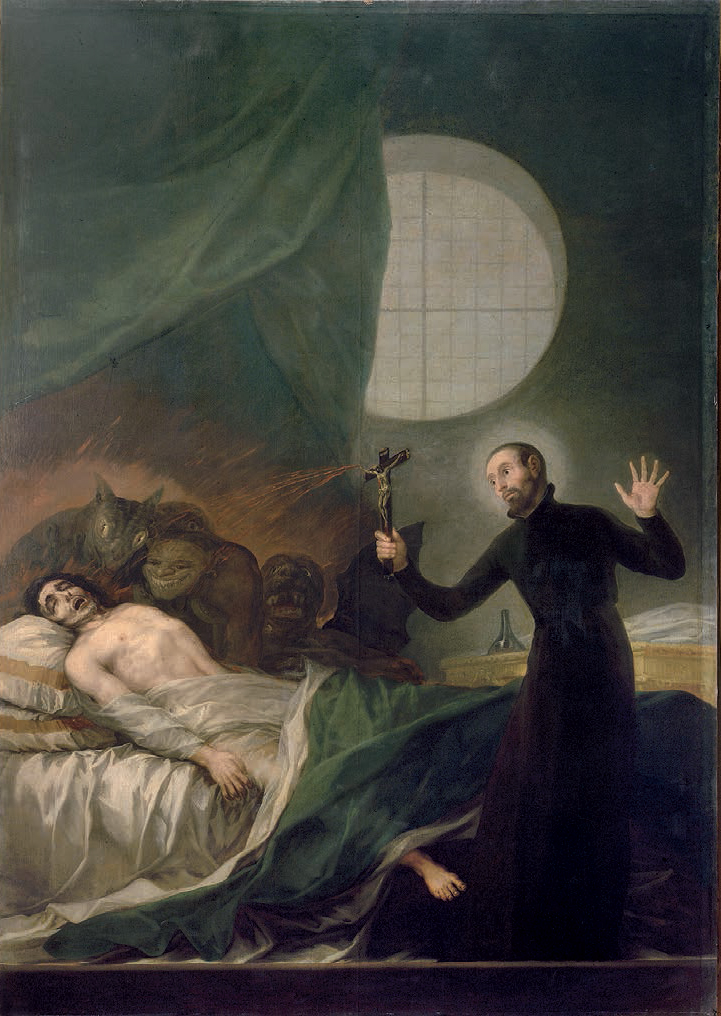
سنت فرانسیس بورجیا درحال جن‌گیری

یک مطالعه دقیق در سال ۱۳۷۷ خورشیدی، ۱۴۰ مورد از مرگ کودکان را به دلیل اِعمالِ درمان مبتنی بر دین نشان داد. بیشتر این موارد مربوط به والدینی بودند که از مراقبت‌های پزشکی خودداری می‌کردند و برای درمان بیماری کودک، به دعا تکیه می‌کردند.

### ختنه
طبق گفته سازمان بهداشت جهانی، ختنه زنان هیچ مزیتی برای سلامتی ندارد و نقض حقوق بشر است. اگرچه هیچ متن مذهبیِ درجه اولی این عمل را تجویز نمی‌کند، اما برخی از انجام‌دهندگان معتقدند که دستور مذهب است. در حالی که بیشتر در کشورهای مسلمان یافت می‌شود، در برخی از کشورهای مسیحی و زنده‌انگار عمدتاً در آفریقا نیز انجام می‌شود. برخی از رهبران مذهبی آن را ترویج می‌کنند، برخی آن را بی‌ربط به دین می‌دانند و برخی دیگر در از بین بردن آن کمک می‌کنند. این عمل در تمام کشورهای غربی غیرقانونی است. همچنین انتقال دختر به کشور دیگری برای انجام ختنه نیز غیرقانونی است.
ختنه‌یِ مَرد در یهودیت و اسلام الزامی است و در مسیحیت الزامی نیست. در سطح جهانی، ختنه‌یِ مردان به دلایل مذهبی، اجتماعی و ارتقای سلامت انجام می‌شود. ختنه مردان یک فرایند دردناک است و می‌تواند منجر به خونریزی و در برخی موارد، عوارض جانبی شدید از جمله اختلال عملکرد آلت تناسلی و حتی مرگ شود.

### سنگسار و قتل‌های ناموسی
قتل ناموسی که زمانی در کشورهای غربی به خوبی شناخته شده بود، اکنون بسیار نادر است، با این حال، هنوز در سایر نقاط جهان رخ می‌دهد. قتل ناموسی عبارت است از کشته‌شدنِ شخصی توسط اعضای خانواده خود به دلیل تحقیر یا شرمساری از جانب ایشان.
سنگسار نیز نوعی اعدام است که به موجب آن گروهی با پرتاب سنگ، شخصی را تا زمانی که فرد بمیرد کتک می‌زنند. از مهرِ ۱۳۸۹ سنگسار در قوانین برخی از کشورها مانند عربستان سعودی، سودان، یمن، امارات متحده عربی و برخی از کشورها مانند نیجریه به عنوان مجازاتی برای زنا محسوب می‌شود. در حالی که سنگسار ممکن است در قوانین افغانستان و سومالی مدون نباشد، اما هر دو کشور چندین حادثه سنگسار را مشاهده کرده‌اند.
تا اوایل دی‌ماهِ ۱۳۷۸، سنگسار یک شکل قانونی از مجازات اعدام در ایران بود. در سال ۱۳۸۰، قوه قضائیه ایران رسماً سنگسار را متوقف کرد. در سال ۱۳۸۴، جمال کریمی‌راد، سخنگوی قوه قضائیه، اظهار داشت که «در جمهوری اسلامی ما شاهد اجرای چنین مجازات‌هایی نیستیم» و افزود که اگر احکام سنگسار در دادگاه‌های پایین‌تر صادر می‌شد، توسط دادگاه‌های بالاتر لغو می‌شد. در سال ۱۳۸۷، قوه قضائیه تصمیم گرفت که مجازات را به‌طور کامل از کتابهای موجود در قوانینی که برای تصویب به مجلس ارائه شده‌است حذف کند. در اوایل دی‌ماه سال ۱۳۹۱، مجلس ایران گزارش رسمی مبنی بر کنار گذاشتن سنگسار از قانون جزایی منتشر کرد و رسانه‌های غربی را به «تبلیغات پر سر و صدا» در مورد این پرونده متهم کرد.

## آسیب‌های جمعی

### جنگ‌های مقدس و تروریسم مذهبی
هرچند تروریسم پدیده‌ای پیچیده‌است و به عوامل گوناگونی بستگی دارد اما عقاید مذهبی این کمک را به تروریسم مذهبی می‌کنند که تروریسم مذهبی، خودش را برحق بداند. تناقض در این رفتار هنگامی هویدا می‌شود که فرقه‌های افراطیِ گوناگون، در تقابل با یکدیگر، هریک خودش را برحق و دیگری را گمراه می‌دانند.
فیزیکدان نظری، میچیو کاکو، تروریسم مذهبی را یکی از تهدیدهای اصلی برای تکامل بشریت از تمدن نوع صفر به تمدن نوع یک می‌داند.

### سرکوب پیشرفت علمی

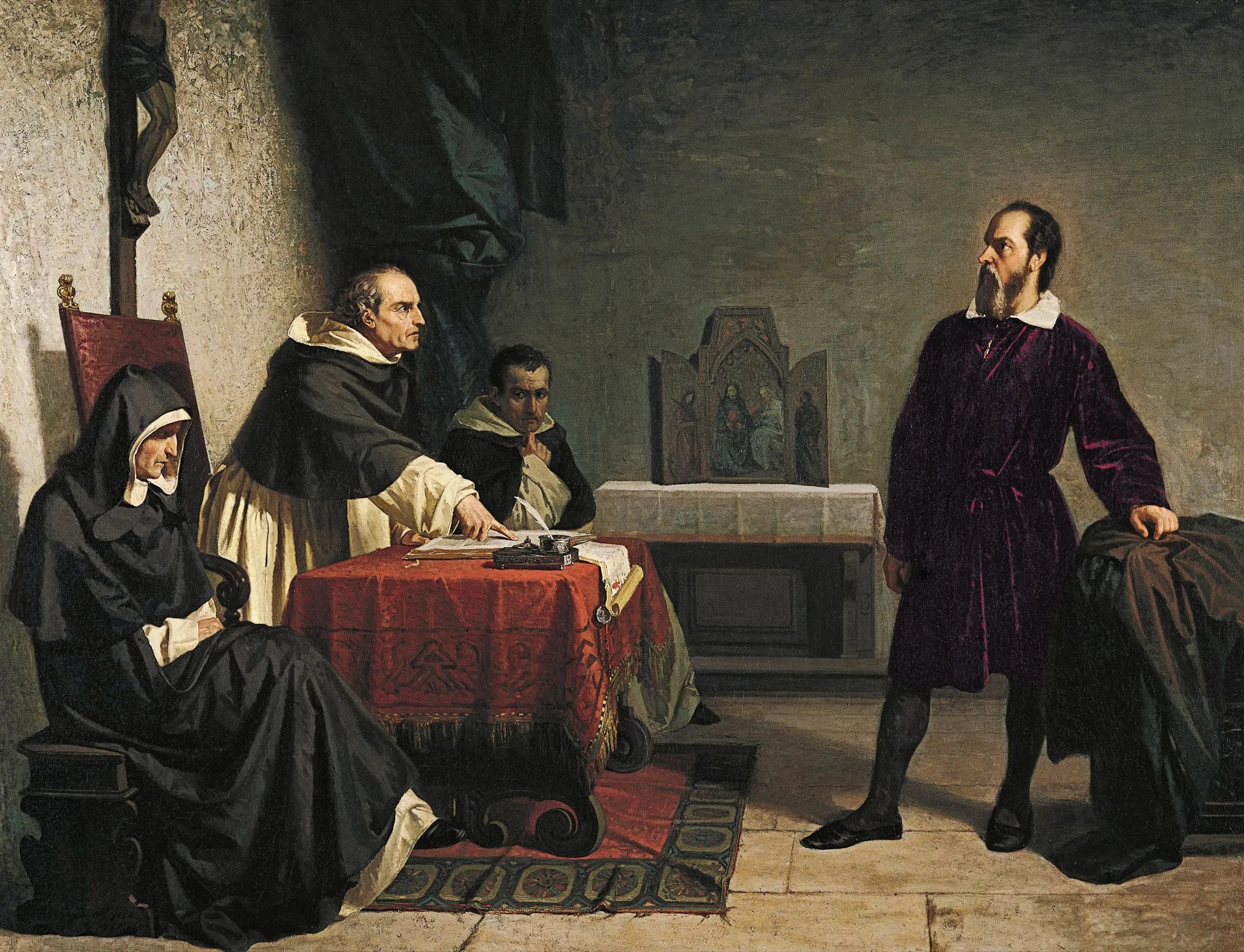
گالیله در دادگاه تفتیش عقاید به دلیل پرداختن به نظریه خورشید مرکزی

جان ویلیام دراپر و اندرو دیکسون وایت، نویسندگان تز تضاد، می‌گویند که وقتی دینی مجموعه‌ای کامل از پاسخ‌ها را به مشکلات هدف، اخلاق، منشأ یا علم ارائه می‌کند، اغلب با سرکوب کنجکاوی، کاوش در آن مناطق را منع می‌کند. دین، چشم‌انداز وسیع‌تری از پیروان خود سلب می‌کند و می‌تواند از پیشرفت اجتماعی، اخلاقی و علمی جلوگیری کند. نمونه‌هایی که در نوشته‌های آنها ذکر شده‌است که شامل محاکمه گالیله و اعدام جوردانو برونو به روش زنده سوزاندن است.
در طول قرن نوزدهم، این تضاد توسعه یافت. بر اساس این مدل، هر گونه تعامل بین دین و علم، ناگزیر باید به خصومت آشکار منجر شود، به طوری که دین معمولاً در مقابل ایده‌های علمی جدید نقش متجاوز را بر عهده می‌گیرد. تز تضادِ تاریخی در اواخر قرن نوزدهم و اوایل قرن بیستم یک رویکرد تاریخ‌نگاریِ محبوب در تاریخ علم بود، اما شکل اصلی آن تقریباً به‌طور کامل توسط محققان امروز کنار گذاشته شده‌است. با وجود آن، نظریه تضاد همچنان یک دیدگاه رایج است و با موفقیت کتاب‌هایی مانند پندار خدا منتشر شده‌است.
مورخان علم از جمله جان هدلی بروک و رونالد نوبرز مفهوم «مذهب در مقابل علم» را ساده‌سازی بیش از حد می‌دانند و ترجیح می‌دهند دیدگاه ظریف‌تری از موضوع داشته باشند. این مورخان، برای مثال، ماجرای گالیله و محاکمه اسکوپز را ذکر می‌کنند و ادعا می‌کنند که این موارد صرفاً نمونه‌هایی از تضاد بین علم و دین نبودند، زیرا عوامل شخصی و سیاسی نیز در توسعه هر یک به‌شدت دخیل بوده‌اند. علاوه بر این، برخی از مورخان معتقدند که سازمان‌های دینی در تاریخ نقش علی گسترده‌تری نسبت به علوم داشته‌اند و بسیاری از ذهن‌های علمی تا زمان حرفه‌ای شدن فعالیت‌های علمی (در قرن نوزدهم) روحانیون و دیگر متفکران دینی بودند. برخی از مورخان معتقدند که بسیاری از پیشرفت‌های علمی مانند قوانین کپلر و فرمول‌بندی مجدد فیزیک در قرن نوزدهم از نظر انرژی به صراحت توسط ایده‌های دینی هدایت می‌شدند.
نمونه‌های اخیر تنش‌های علم با مذهب، بحث فرگشت، مناقشات در مورد استفاده از لوازم پیشگیری از بارداری، مخالفت با تحقیق در مورد سلول‌های بنیادی جنینی، یا مخالفت‌های الهیاتی با واکسیناسیون، بیهوشی و انتقال خون بوده‌است.

### سرکوب هنر و ادبیات
سقراط فیلسوف بزرگ یونان، که همشهریان آتنی‌اش را به پرسش و ارزیابی خدایانشان، ارزش‌هایشان و خودشان دعوت می‌کرد؛ به فاسد کردن جوانان متهم شد. اتهام دیگر او بی‌اعتقادی به خدایان بود. وی که از موضع خود بازنگشت و فرار را به قرار ترجیح نداد با نوشیدن جام زهر اعدام شد.

## اخلاقیات
ریچارد داوکینز می‌گوید که ادیان خداباور، دل‌سوزی و اخلاق انسانی را بی‌ارزش می‌کنند. چون کتاب‌های مقدس حاوی دستورها بسیاری در برابر پیروی از وجدان خود در مورد کتاب مقدس هستند و قرار است اعمال مثبت نه از دل‌سوزی و مهربانی، بلکه از ترس از مجازات سرچشمه بگیرند. آلبرت انیشتین بیان کرد که برای نشان دادن رفتار اخلاقی به هیچ مبنای مذهبی نیاز نیست.

### رفتار با همجنس‌گرایان
همجنس‌گرایی در ادیان ابراهیمی صریحاً محکوم است. همجنس‌گرایان در انجیل چندین بار اما بدون مجازاتِ اجباری، محکوم شده‌اند. در آمریکا گروه‌های راست‌گرایِ محافظه‌کارِ مسیحی مانند جامعه حقوقی مسیحی و صندوق دفاع اتحاد، شکایت‌های متعددی علیه دانشگاه‌های دولتی تنظیم کرده‌اند و هدفشان لغو سیاست‌هایی است که همجنس‌گرایان را در برابر تبعیض و سخنانِ نفرت‌آمیز محافظت می‌کند. این گروه‌ها استدلال می‌کنند که چنین سیاست‌هایی حقشان برای اعمال آزادانه دین را نقض می‌کند، همان‌طور که در بند تمرین آزاد اولین متمم قانون اساسی ایالات متحده تضمین شده‌است.
اکثر کشورهای مسیحیِ سکولار شده فعالیت همجنس‌گرایی را قانونی کرده‌اند و چندین کشور ازدواج همجنس‌گرایان را قانونی کرده‌اند. با این حال، همه کشورهای مسیحی تاریخی مانند روسیه و اوگاندا که قوانین تبعیض‌آمیزی از قوانین ضد تبلیغات تا تنبیه بدنی را معرفی کرده‌اند، این کار را انجام نداده‌اند. همجنس‌گرایی هنوز در اکثر کشورهای مسلمان غیرقانونی است و چندین مورد از این کشورها مجازات اعدام را برای رفتارهای همجنس‌گرا تعیین می‌کنند.

وضعیت حقوقی همجنس‌گرایی در جهان
همجنس‌گرایی مجاز اما قانون خاصی برای آن تدوین نشده
قانونی
ازدواج همجنس‌گرایان مجاز است
گونه‌های دیگری از زندگی مشترک
به رسمیت شناختن ازدواج همجنس‌گرایان در خارج
محدودیت در آزادی بیان در زمینه همجنس‌گرایی
غیرقانونی
کیفر سبک
کیفر سنگین
حبس ابد
مجازات مرگ

در خرداد ۱۳۸۴، دو مرد ایرانی شانزده و هجده‌ساله به دلیل همجنس‌گرایی اعدام شدند. این رخداد اعتراض بین‌المللی را برانگیخت. آنان در دادگاه به تجاوز محکوم شدند حال آنکه گروه بریتانیاییِ دگرباشِ Outrage مانند بسیاری دیگر ادعا کرد که رابطه این دو نوجوان، توافقی بوده و تجاوز نبوده‌است.

### نژادپرستی
مطابق با این مسئله که انسان‌دوستیِ مذهبی سازوکاری درون‌گروهی داشته و بیشتر برای هم‌کیشان مطرح شده‌است، مذهب‌گرایی بیشتر نیز با بنیادگرایی دینی و تعصبات نژادی همراه است. این موضوع با این واقعیت تطابق دارد که ۵۰درصد از گروه‌های دینی در ایالات متحده آمریکا تک‌نژادی هستند و تنها ۱۳درصد از ایشان تا اندازه‌ای دارای تنوع نژادی هستند.

### رفتار با زنان
به گفته‌یِ پالی توینبی، هرچند مذهب بدونِ درنظرگرفتن جنسیت در استقلال بدن دخالت می‌کند، اما به شکل ویژه‌ای نگرش‌های منفی نسبت به بدن زنان دارد. او می‌نویسد: «بدن زنان همیشه مورد بحث است. نجس‌تر از آن است که اسقف شوند، و آنقدر خطرناک است که اسلام آن را پوشانده و یهودیت آن را غسل می‌دهد.

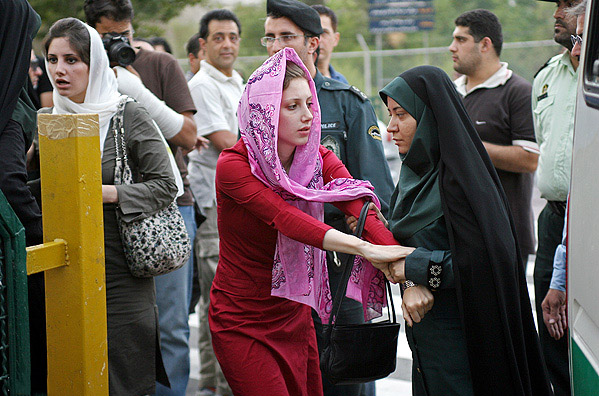
دستگیری یک زن توسط گشت ارشاد به دلیل عدمِ رعایتِ حجاب اسلامی

گفته می‌شود که تبعیض جنسی در دین منجر به روابط نابرابر در ازدواج و بُروزِ هنجارهای مردسالار می‌شود که زن را تابع شوهر می‌سازد. واژه‌یِ בעל(بعل)، در زبان عبری به معنای «شوهر»، که در سراسر تورات استفاده می‌شود، مترادف با «صاحب» و «ارباب» است. این منعکس کننده نگرش ابراهیمی از خدا به عنوان یک قدرت مطلق و کامل است، که در آن این قدرت، قدرتِ سلطه‌گری است که پیوسته با ویژگی‌های مردانه همراه است.
شیلا جیفریز می‌گوید:
دین به باورهای سنتی و مردسالارانه در مورد موضوعِ تابعیتِ زنان و نقش‌های طبیعی آنان، مانند محصورشدن زنان در دنیای خصوصی خانه و خانواده، و اطاعتِ زنان از شوهر، اقتدار می‌دهد. تمایلات جنسی زنان باید ملایم و تحت کنترل مردان باشد و زنان نباید برای محدودکردن فرزندآوریِ خود از بارداری پیشگیری کنند یا دست به سقط جنین بزنند. عمل به چنین باورهای باستانی به شدت با توانایی زنان برای اَعمال حقوقی و انسانیِ خود تداخل دارد.
محتوای کتاب‌های الهی ادیان ابراهیمی دربردارنده‌یِ قوانین سختی برای زنان در مسائل زناشویی و اجتماعی هستند:

#### اسلام
جولی بیندل می‌گوید که ادیان، سلطه مردان بر زنان را تشویق می‌کنند و اسلام با تشویق اعمالی مانند ازدواج کودکان، اطاعت زنان را در برابر شوهرانشان ترویج می‌کند. او می‌نویسد که دین، بر نابرابری بین زن و مَرد می‌افزاید و پیام اسلام برای زن این است که او مطیع شوهرش باشد و زندگی خود را وقف رضایت او بکند و وسواس اسلام به باکرگی و زایمان، منجر به جدایی جنسیتی و ازدواج زودهنگام شده‌است.
قوانین اسلامی به دلیل قراردادن زنان در معرض بدرفتاری و خشونت، جلوگیری از گزارش تجاوز جنسی و کمک به تبعیض زنان، توسط سازمان‌های حقوق بشر مورد انتقاد قرارگرفته‌است. سازمان ملل می‌گوید که اسلام در راستای محرومیتِ زنان از رضایت مقاربت جنسی، تضمین باکرگی، یا تغییر ظاهر آلت تناسلی زنان، ختنه‌یِ زنان را توجیه می‌کند. مریم نمازی استدلال می‌کند که زنان هم در امور مدنی و هم در امور کیفری، قربانی قوانین شرعی می‌شوند. او همچنین استدلال می‌کند که زنان دارای موانع قضایی هستند که برای مردان، سودمند واقع شده.

## اهداف فاسد رهبران
{{هر گونه تفکر و عمل در سطوح ناآگاهی از یک گروه یا سرگروه یک بشریت که منجر به تقویت خودخواهی و منیت آن گروه شود، و باعث عدم پذیرش و درک و عدم عزت و احترام به گروهی دیگر از بشریت شود، که از نیازهای افراطی تمام نشدنی ذهنی و دنیایی زودگذر و ناآگاهی حاصل میشود، منجر به ورود جهان به بی نظمی، ناعدالتی، تقویت تاریکی، ناامنی، تضاد و دوگانگی میشود، این همان چیزی است که خالق کل جهان و گروهی دیگر از مخلوقات را نا خشنود میکند}}

### رهبران فاسد یا غیراخلاقی
{{چیزی تحت عنوان فاسد بودن و ظالم بودن وجود ندارد، فساد و ظلم در دنیا از ناآگاهی بشریت ایجاد میشود، بالا بردن سطح آگاهی و خرد حقیقی جمعی بشریت، منجر به پاکسازی تاریکی ها و ناهماهنگی ها و ایجاد هماهنگی و نور در جهان مان میشود}}

### سلطه‌گری دینی
{{دین حقیقی به دنبال سلطه بر جهانیان نیست، هدف اصلی آن ایجاد فرهنگ عدالت و برابری و احساس عزت نفس کلی و وحدت و آرامش و واقع بینی است، همچنین هدف آن، رهایی کل بشریت از تحت کنترل شدن توسط شک و دوگانگی و بدبینی و خشم و جنگ و تضاد و احساس جدایی و خودخواهی و توهم و احساس حقارت و احساس برتری است، هدف آن، انتشار درک و فهم یگانگی کلیت جهان باهم است، همان چیزی که خالق آفرینش و جهان هستی همیشه به دنبال آن است که بشریت به آن برسد}}